# Pappus d'Alexandrie
Pour les articles homonymes, voir Pappus.

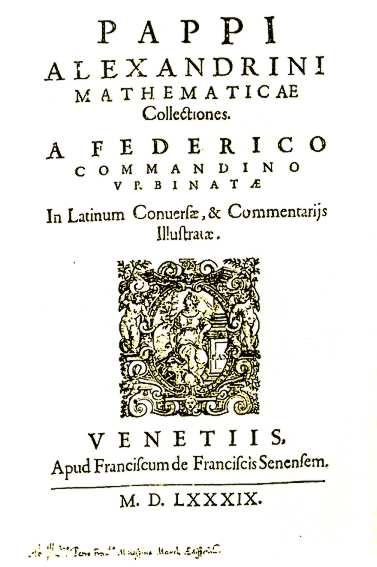
Mathematicae collectiones par Pappus, traduites par Federico Commandino (1589).

Pappus d'Alexandrie — nom latinisé de Pappos d'Alexandrie, en grec Πάππος ὁ Ἀλεξανδρεύς — est l'un des plus importants mathématiciens de la Grèce antique. Il est né à Alexandrie en Égypte et a vécu au IVe siècle apr. J.-C. Très peu de choses sur sa vie sont connues. Les écrits nous suggèrent qu'il fut précepteur.
Son principal ouvrage est connu sous le nom de Synagogè (paru vers 340 de notre ère). Il comprend au moins huit volumes qui nous sont parvenus, le reste ayant été perdu. Cette Collection couvre un grand nombre de rubriques mathématiques, incluant la géométrie, les mathématiques récréatives, la construction d'un cube du double d'un cube donné, les polygones et les polyèdres. C’est par Pappus que nous connaissons les titres et le contenu de grands traités de l'époque hellénistique (la Petite astronomie, le Trésor de l'analyse). Il introduisit la notion de rapport anharmonique. En géométrie, son nom reste attaché au théorème de Pappus.

## Pappus et l'analyse des anciens

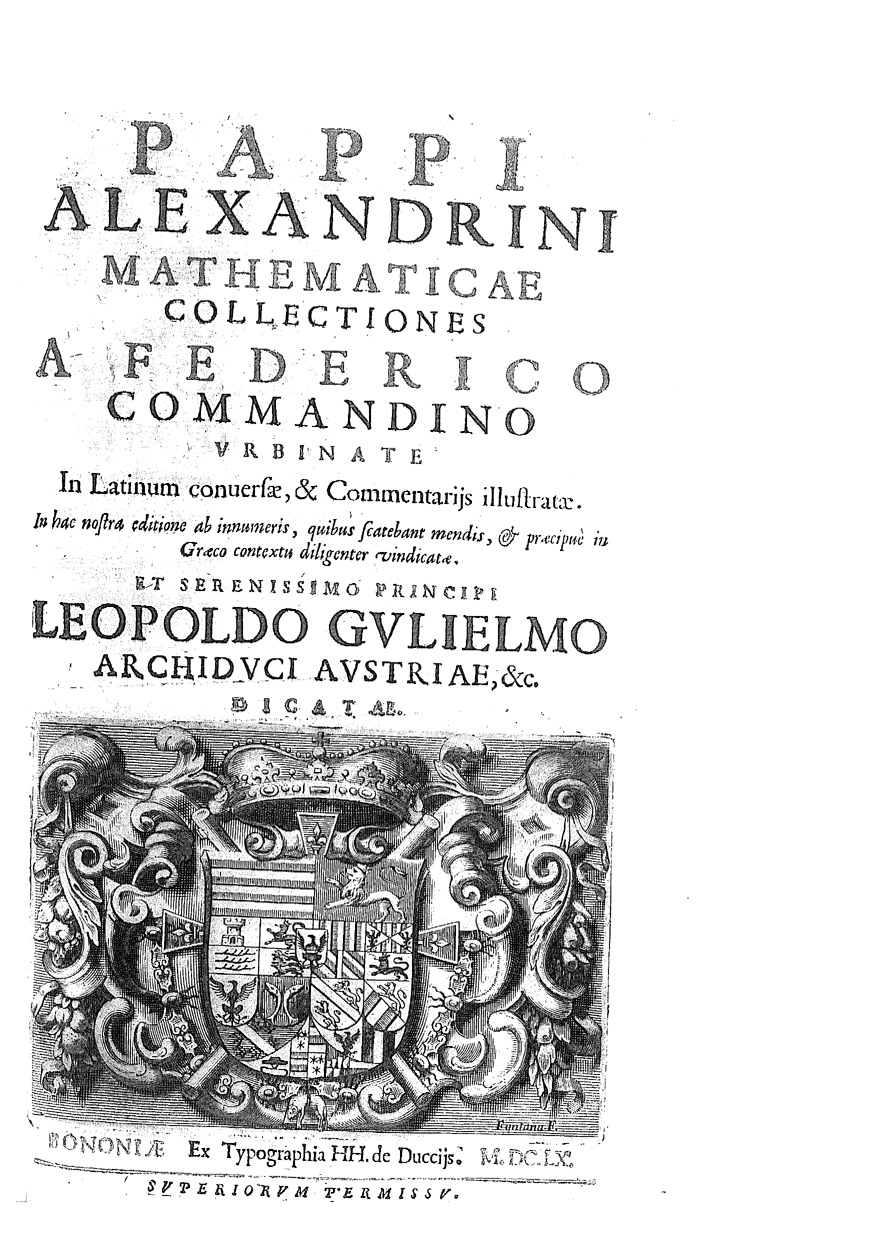
Mathematicae collectiones (édition de 1660).

Pappus, au livre VII de la Collection mathématique, nous fait connaître ce que les Grecs de l'Antiquité entendaient par les termes d’analyse, de porisme et de synthèse : il s'agissait d'un corpus de méthodes permettant de résoudre à la règle et au compas des problèmes de lieux géométriques. Pappus cite plusieurs traités (aujourd'hui presque tous perdus ; les titres en latin sont dus à Commandino) qui traitent du « lieu résolu » (ὁ Τόποϛ ἀναλυόμενοϛ) :
- Δεδομενα, Data, le livre des Données d'Euclide
- Τόποι πϱὸϛ ἐπιφανεἱᾳ, De locis planis, Les Lieux plans d'Euclide
- Λογου αποτομη, De rationis sectione, Sur la section de rapport d'Apollonios de Perga
- Χωριου αποτομη, De spatii sectione, Sur la section d'aire d'Apollonios
- Διωρισμενη τομη, De sectione determinata, Sur la section déterminée d'Apollonios
- Επαφαι, De tactionibus, Les Contacts d'Apollonios
- Νευσεις, De inclinationibus, Les Inclinaisons d'Apollonios
- Τόποι επιπεδοι, De locis planis, Les Lieux plans d'Apollonius
- Ποϱισμοι, les Porismes d'Euclide en trois livres
- Les Coniques d'Apollonios de Perga, en huit livres
- Les Lieux solides d'Aristée l'Ancien en cinq livres
- Les Médiétés d'Ératosthène en deux livres, qui traitait de l'insertion de moyennes proportionnelles (cf. la duplication du cube et la construction du mésolabe).

Le propos de l'Analyse des Anciens, tel que l'expose Pappus dans le livre VII de sa Collection mathématique, était de trouver une construction à la règle et au compas d'un lieu géométrique donné, ou du moins d'inventorier les cas où une telle construction était possible. Malheureusement, Pappus n'a transmis que des résumés des livres qu'il cite, de sorte que l'étendue et la portée des méthodes de l'analyse a fait l'objet de multiples gloses du XVIe au XVIIIe siècle. S'appuyant sur les indices donnés par Pappus et leurs spéculations personnelles, une pléiade de mathématiciens fameux se sont essayés à reconstruire les traités perdus dans leur ordre original.

#### Œuvres de Pappus
- Pappus d'Alexandrie et Paul Ver Eecke (traduction, introduction), La Collection mathématique de Pappus d'Alexandrie, Paris, Libr. A. Blanchard, 1933 (réimpr. 1982), CXXVI+885 (lire en ligne) (2 vol.) ;
- (en + grc) Pappus d'Alexandrie et Alexander Jones (édition, traduction, introduction et commentaire), Pappus of Alexandria, book 7 of the Collection : Part 1. Introduction, Text, and Translation and Part 2. Commentary Index, And Figures, New York, Heidelberg, Berlin, Springer, 1986 (ISBN 978-1-4612-4908-5, DOI 10.1007/978-1-4612-4908-5), édition et traduction du livre 7 de la Collection de Pappus, avec en introduction un résumé des 8 livres de la collection (p. 3-9) ;
- (en + de + ar) Pappus, Abū ʿUthmān al-Dimishqī (traduction du grec vers l'arabe), William Thomson (traduction de l'arabe vers l'anglais, introduction, commentaires) et Gustav Junge (introduction, commentaires), The Commentary Of Pappus On Book X of Euclid's Elements, Harvard University Press, 1930 (lire en ligne), cet ouvrage ne nous est parvenu que par la traduction en arabe d'Abū ʿUthmān al-Dimishqī ;
- (grc + la) Pappi Alexandrini, Collectionis quae supersunt e libris manu scriptis edidit latina interpretatione et commentarüs instruxit Fridericus Hultsch, éd. et trad. du grec par Friedrich Otto Hultsch, Berlin, 1876-1878, 3 vols. (en ligne ; Transcr.).

#### Études sur Pappus
- Ver Eecke 1933, Introduction
- (en) Serafina Cuomo, Pappus of Alexandria and the Mathematics of Late Antiquity, Cambridge, Cambridge University Press, 2007 (ISBN 9780521036894)
- (en) Ivor Bulmer-Thomas (en), « Pappus of Alexandria », dans Complete Dictionary of Scientific Biography (lire en ligne).

### Autres sources
- Michel Chasles, Aperçu historique sur l'origine et le développement des méthodes en géométrie, Bruxelles, impr. Hayez, 1837 (lire en ligne)
- (en) David Eugene Smith, « Pappus's Collection. Reviewed Works: Paul Ver Eecke, Pappus d'Alexandrie… », Bull. Amer. Math. Soc., vol. 40, no 1,‎ 1934, p. 11-12 (lire en ligne)
- (en) Henk Bos, Redefining Geometrical Exactness, New York, Springer, coll. « Sources and Studies in the Hist. of Math. and Phys. Sc. », 2001, 470 p. (ISBN 0-387-95090-7)